# 張潤身 (明朝)
張潤身，字佩德，京師廣平府成安（今河北成安縣），明朝政治人物、同進士出身。

## 生平
正德九年（1514年）甲戌科進士，初知浙江西安縣，擢授戶科給事中，乞終養，服闋，轉兵科都給事中。居諫垣十三年，有謇諤聲。出为平陽府知府，有聲望。居二載，謝事歸。